# Bruce Green
Bruce Green (* in New York City) ist ein US-amerikanischer Filmeditor.

## Leben
Nach seinem kurzen Abstecher am Bard College besuchte Bruce Green nach langer Wanderschaft durch die USA das California Institute of the Arts, wo er Malerei und Film studierte. Dieses wiederum konnte er allerdings nur besuchen, da er als Referenz einen Animationsfilm aufweisen konnte, den er während seiner Zeit am Bard College fertigte. Etwa drei Jahre dauerte sein Studium, welches er mit einem Bachelor of Fine Arts abschloss. Doch es dauerte unzählige Bewerbungsgespräche und mehrere schlechte Jobs, bevor sich Green entschloss als Freiberufler für Spezialeffekte selbstständig zu machen. Während einiger Jobs lernte er den Kameramann Haskell Wexler kennen, für den er in einigen Werbespots als Assistent arbeitete. Von dort aus schaffte es Green als Schnittassistent von Mort Tubor beim Film Cannonball zu arbeiten; so begann seine Karriere im Bereich Filmschnitt. Bereits ein Jahr später, 1977, zeigt er sich für den Schnitt der Spezialeffekte von Krieg der Sterne verantwortlich. Green erlangte den Job, da George Lucas seine Firma Industrial Light & Magic 1975 gründete und viele Cal Arts-Alumni anwarb. Nachdem Green für Michael Kahn jeweils beim Filmschnitt von Jäger des verlorenen Schatzes und Indiana Jones und der Tempel des Todes assistierte, erhielt er durch dessen Empfehlung 1985 seinen ersten eigenverantwortlichen Schnitt für Freitag der 13. – Ein neuer Anfang.
Seit seinem Schnitt für Die Braut, die sich nicht traut war Green in mehreren Projekten für Garry Marshall als Editor zuständig. So schnitt er für ihn Filme wie Plötzlich Prinzessin, Georgias Gesetz und Valentinstag. Auch für Mark Waters schnitt er neben Freaky Friday – Ein voll verrückter Freitag auch Solange du da bist und Der Womanizer – Die Nacht der Ex-Freundinnen. 
Bruce Green ist Mitglied der American Cinema Editors. Nachdem er kurzzeitig zum Vizepräsidenten der gewählt wurde, reaktivierte er die interne Zeitung Editors Guild Newsletter.

## Filmografie (Auswahl)
- 1976: Cannonball (Schnitt-Assistenz)
- 1977: Krieg der Sterne (Star Wars) (Schnitt-Assistent Spezialeffekte)
- 1981: Jäger des verlorenen Schatzes (Raiders of the Lost Ark) (Schnitt-Assistenz)
- 1984: Indiana Jones und der Tempel des Todes (Indiana Jones and the Temple of Doom) (Schnitt-Assistenz)
- 1985: Freitag der 13. – Ein neuer Anfang (Friday the 13th: A New Beginning)
- 1985: Alarmstufe 1 (Prime Risk)
- 1986: Freitag der 13. Teil VI – Jason lebt (Friday the 13th Part VI: Jason Lives)
- 1988: Jack the Ripper – Das Ungeheuer von London (Jack the Ripper) (Fernsehfilm)
- 1988: Punchline – Der Knalleffekt (Punchline)
- 1989: Das Bankentrio (Three Fugitives)
- 1990: Blaze of Glory – Flammender Ruhm (Young Guns II)
- 1990: Ein Mädchen namens Dinky (Welcome Home, Roxy Carmichael)
- 1991: Der Doktor – Ein gewöhnlicher Patient (The Doctor)
- 1993: Cool Runnings – Dabei sein ist alles (Cool Runnings)
- 1993: Spurlos (The Vanishing)
- 1994: Angels – Engel gibt es wirklich! (Angels in the Outfield)
- 1995: Während Du schliefst (While You Were Sleeping)
- 1996: Gestohlene Herzen (Two If by Sea)
- 1996: Phenomenon – Das Unmögliche wird wahr (Phenomenon)
- 1997: Wieder allein zu Haus (Home Alone 3)
- 1999: Die Braut, die sich nicht traut (Runaway Bride)
- 1999: Ganz normal verliebt (The Other Sister)
- 2000: Big Mama’s Haus (Big Momma’s House)
- 2001: Plötzlich Prinzessin (The Princess Diaries)
- 2002: Der Super-Guru (The Guru)
- 2003: Freaky Friday – Ein voll verrückter Freitag (Freaky Friday)
- 2004: Liebe auf Umwegen (Raising Helen)
- 2004: Plötzlich Prinzessin 2 (The Princess Diaries 2: Royal Engagement)
- 2005: Deine, meine & unsere (Yours, Mine and Ours)
- 2005: Solange du da bist (Just Like Heaven)
- 2007: Georgias Gesetz (Georgia Rule)
- 2007: Mein Kind vom Mars (Martian Child)
- 2008: Baby Mama
- 2008: Extreme Movie
- 2009: Der Womanizer – Die Nacht der Ex-Freundinnen (Ghosts of Girlfriends Past)
- 2010: Valentinstag (Valentine’s Day)
- 2010: True Grit
- 2011: Mr. Poppers Pinguine (Mr. Popper’s Penguins)
- 2013: Fat
- 2016: Mother’s Day – Liebe ist kein Kinderspiel (Mother's Day)
- 2020: Magic Camp
- 2024: First Class (Upgraded)